# Economía de Bután
La economía de Bután, una de las más pequeñas y menos desarrolladas del mundo, es basada en la agricultura y extracción forestal, que proporcionan los medios de subsistencia principales para más de 60% de la población. La agricultura consiste en gran parte de cultivos y ganadería de subsistencia. Su moneda es el ngultrum, dividido en 100 chetrum y convertible en los bancos oficiales. Existen varios bancos con sucursales a lo largo del país y la red de cajeros automáticos es cada vez más amplia, estando ampliamente disponibles en las principales ciudades.
Las montañas abruptas dominan el terreno, y hacen la construcción de carreteras y otras infraestructuras una tarea difícil y cara. La economía esta estrechamente alineada con India a través de fuerte comercio y dependencia, vínculos monetarios y asistencia financiera.
Las exportaciones de electricidad a India han estimulado el crecimiento económico de Bután, aunque el PIB cayó en 2008 a raíz de una retracción económica en India, su mercado de exportación predominante. Nuevos proyectos de hidroelectricidad serán la fuerza motora apta a crear empleos y sostener el crecimiento del país en los próximos años. No existe en todo el país una línea de ferrocarril, por lo que el medio para desplazarse con rapidez a las ciudades más importantes es utilizando los servicios de vuelos locales en pequeñas avionetas.
Educación de alto nivel, además de programas sociales y ambientales están en desarrollo con apoyo de organizaciones multilaterales de desarrollo. Cada programa económico tiene en cuenta el deseo del gobierno de proteger el medio ambiente del país y sus tradiciones culturales. Por ejemplo, el gobierno, en su cautelosa expansión del sector turístico, incentiva la visita de los turistas con una mayor concia social y medioambiental, ofreciéndoles además un servicio de calidad que incluye alojamiento en hoteles de al menos tres estrellas, y los servicios de un guía profesional, además de otros servicios. Controles detallados y políticas inciertas en áreas como licencias industriales, de comercio, trabajo y finanzas continúan a dificultar la inversión extranjera. La televisión llegó en el año 2000 a este país.
El ingreso de visitantes extranjeros comenzó en la década de los 70. Desde entonces el turismo se ha convertido en un importante pilar de la economía. El modelo desarrollado por el gobierno es el de 'alto valor, bajo impacto'. Este modelo hace referencia a la alta calidad de los servicios ofrecidos a los visitantes, mientras que se minimiza el impacto negativo en el entorno. Así, todos los turistas deben visitar el país contratando el viaje con un operador turístico, y el precio del viaje incluye todas las comidas, el alojamiento en hoteles de al menos tres estrellas, los servicios de un guía profesional acreditado por el Consejo de Turismo, y el transporte dentro del país con un conductor propio.